# صبح بخیر، کنتس کوچک
صبح بخیر، کنتس کوچک (اسپانیایی: Buenos días, condesita‎) فیلمی اسپانیایی در ژانر کمدی و موزیکال به کارگردانی لویس سزار آمادوری است که در سال ۱۹۶۷ منتشر شد. از بازیگران آن می‌توان به روسیو دورکال، گراسیتا مورالس، رافائل باردم، آئورورا ردوندو، کارلوس کاساراویا و پیلار باردم اشاره کرد.